# Simonoonops soltina
Espèce
Synonymes
- Dysderina soltina Chickering, 1968
- Dysderina zinona Chickering, 1968

Simonoonops soltina est une espèce d'araignées aranéomorphes de la famille des Oonopidae.

## Distribution
Cette espèce est endémique de l'île de Saint-Vincent à Saint-Vincent-et-les-Grenadines,.

## Description
Le mâle décrit par Platnick et Dupérré en 2011 mesure 1,80 mm et la femelle 2,08 mm.

## Publication originale
- Chickering, 1968 : The genus Dysderina (Araneae, Oonopidae) in Central America and the West Indies. Breviora, no 296, p. 1-37 (texte intégral).